# Dino Zamparelli

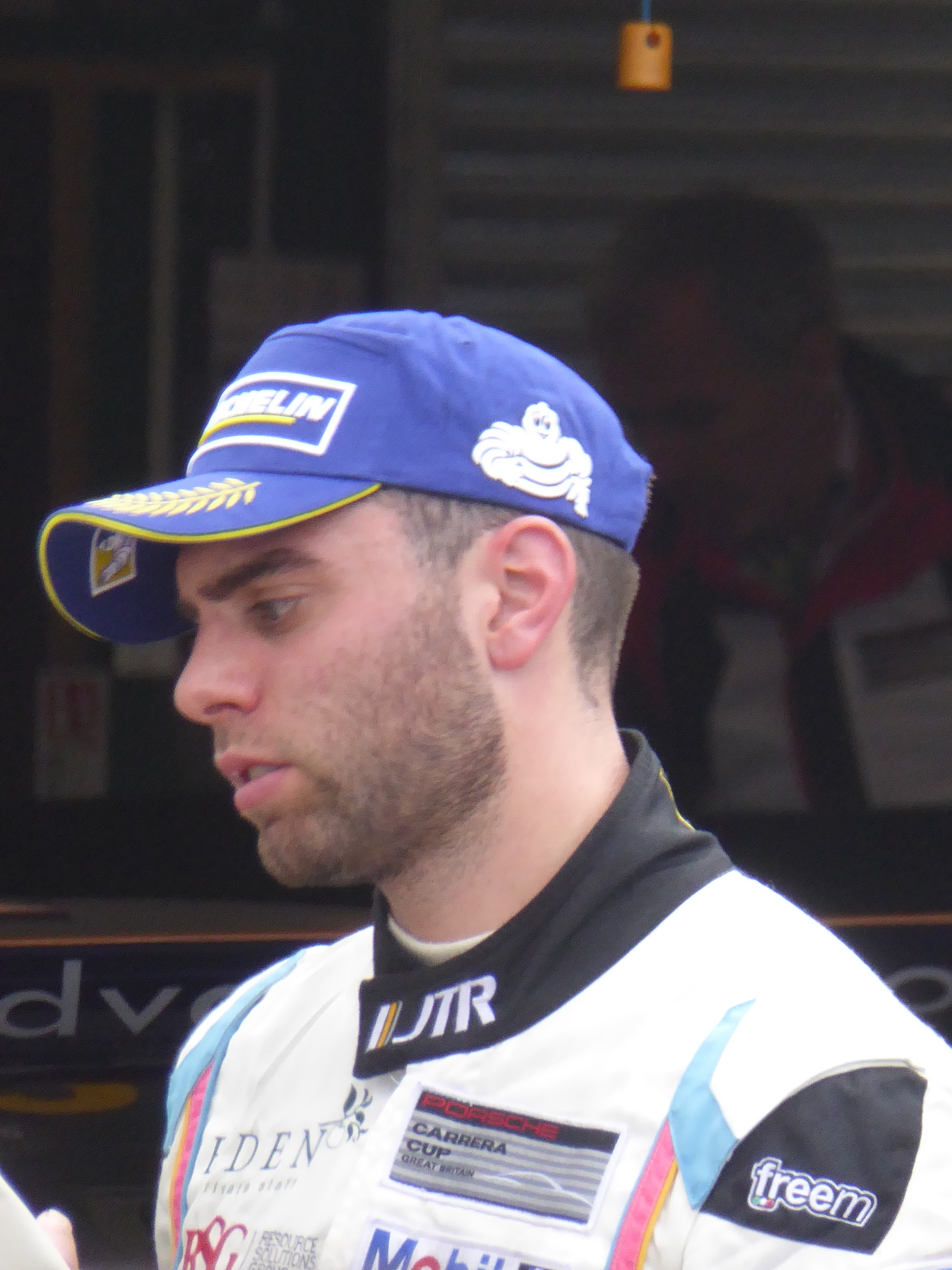
Dino Zamparelli in 2017

Dino Zamparelli (Bristol, 5 oktober 1992) is een Brits autocoureur met Engelse ouders en Italiaanse voorouders. Zijn vader Mike was een F1 Powerboat-coureur.

## Carrière

### Vroege carrière
Zamparelli begon in het karting op zevenjarige leeftijd en reed zeven jaar in verschillende klassen in Europa.
In 2007 debuteerde hij in het Ginetta Junior Championship voor het team Muzz Racing en werd dertiende in het kampioenschap. In 2008 bleef hij in dit kampioenschap rijden, waar hij tien overwinningen en vijf andere podiumplaatsen behaalde op zijn weg naar de titel.

### Formule Renault en Formule 3
Zamparelli's volgende stap was de Formula Renault BARC in 2009, waar hij als derde eindigde met drie overwinningen. In 2010 nam hij door een gebrek aan sponsors deel aan slechts twee races van het BARC-kampioenschap en twee races van het Italiaanse Formule 3-kampioenschap voor het team Corbetta Competizioni. Zamparelli keerde fulltime terug in de Formule Renault BARC in 2011, waar hij vier races en de titel won.

### Formule 2
In 2012 stapt Zamparelli over naar de Formule 2. In de race op Spa-Francorchamps was hij betrokken bij een incident. Tijdens een safetycarsituatie spinde een auto voor hem op het Kemmel Straight. Zamparelli kon de auto niet zien, maar kon de auto op het laatste moment ontwijken. De video kwam al snel op YouTube terecht en werd in de eerste twee weken bijna 600.000 keer bekeken. Zamparelli eindigde het seizoen uiteindelijk op de achtste plaats met twee podiumplaatsen op Brands Hatch en de Hungaroring en 106,5 punten.

### GP3
In 2013 gaat Zamparelli rijden in de GP3 Series voor het team Marussia Manor Racing. Hij tekende ook voor het opleidingsprogramma van het Formule 1-team Marussia. Met twaalf punten eindigde hij het seizoen als achttiende in het kampioenschap, na de tweede race op het Autodromo Nazionale Monza te moeten missen nadat hij een ongeluk veroorzaakte in de eerste race.
In 2014 stapt Zamparelli over naar het team ART Grand Prix in de GP3.